# Jürgen Werner
Jürgen Werner (ur. 15 sierpnia 1935, zm. 28 maja 2002) – niemiecki piłkarz występujący na pozycji obrońcy.

## Kariera klubowa
Werner zawodową karierę rozpoczynał w 1954 roku w klubie Hamburger SV. W 1961, 1962 oraz 1963 wygrał z zespołem rozgrywki Oberligi Nord. W 1963 roku zdobył z klubem także Puchar RFN, po pokonaniu w jego finale 3:0 Borussii Dortmund. W tym samym roku zakończył karierę.

## Kariera reprezentacyjna
W reprezentacji RFN Werner zadebiutował 10 maja 1961 w wygranym 2:1 towarzyskim meczu z Irlandią Północną. W 1962 roku został powołany do kadry na Mistrzostwa Świata. Nie zagrał na nich jednak ani razu. Tamten turniej Niemcy zakończyli na ćwierćfinale. 23 grudnia 1962 w wygranym 5:1 towarzyskim spotkaniu ze Szwajcarią strzelił pierwszego gola w drużynie narodowej. Po raz ostatni w kadrze zagrał 5 maja 1963 w przegranym 1:2 towarzyskim pojedynku z Brazylią. W latach 1961–1963 drużynie narodowej rozegrał w sumie 4 spotkania i zdobył 2 bramki.